# テリー伊藤
テリー伊藤（テリーいとう、1949年12月27日 - ）は、日本のテレビディレクター、テレビプロデューサー、タレント。
テレビ番組制作会社・ロコモーション代表取締役社長、IVSテレビ制作非常勤相談役。東京都中央区築地出身。本籍地は千葉県山武郡横芝光町。身長174cm。血液型O型。本名は伊藤 輝夫（いとう てるお）。
芸名の由来は、本名の「輝夫」をもじったもの。

## 略歴
実家は築地場外市場にある玉子焼き店『丸武』。早稲田実業学校中学部・高等部、日本大学経済学部卒業。日大の同期に松崎しげるがいる。
18歳の時に日大全共闘に参加する（学生運動に参加する様子を当時のテレビカメラが捉えていた）が、デモ行進中に投げられた石が顔面に当たり重傷を負い、東京慈恵会医科大学附属病院に2ヶ月間入院。この怪我が元で、左目が55度外を向く「外斜視」になる。

### テレビ業界へ
大学卒業後は寿司屋やアパレルメーカーのアルバイトを経て、1973年にIVSテレビ制作に入社。2年後に放送が開始された『びっくり日本新記録』にADとして参加し、テレビマンとしてのキャリアを開始させた。その後、「シマウマは素肌も白黒か?」や「たこ八郎に東大生の血液を輸血してIQ上昇実験」などを手掛けた。
1985年に独立しロコモーションを設立。IVSにも籍を残し、自身も手がけていたIVS制作番組の『天才・たけしの元気が出るテレビ!!』や『ねるとん紅鯨団』のゼネラルディレクター・総合演出を引き続き行った。ロコモーションとしては電通や吉本興業と共に立ち上げた『浅草橋ヤング洋品店』がテレビ東京としては好調な番組となった。
1993年、北朝鮮を訪問した際の体験談などを綴った『お笑い北朝鮮』を出版した。

小泉純一郎の郵政民営化の際には、新聞広告に竹中平蔵とともに登場し、民営化賛成の旗振り役を務めた。
2007年頃、「キャラクタービジネスで "10億円稼ぐ"」ことを目標にプロジェクトを立ち上げ、「ナニティー」というキャラクターを誕生させる。また、その模様を2年半に亘り追ったドキュメンタリー映画『10億円稼ぐ』では自ら監督を務めた。

### 大学院修士課程へ
2017年、慶應義塾大学大学院政策・メディア研究科修士課程に入学、ラジオ通信販売における消費者心理学について研究した。2023年3月、同大学院を修了、修士（政策・メディア）。

## 人物
実家は祖父の代から玉子焼き店『丸武』を営んでおり、長兄・光男が店を継いでいる。テリーがレギュラー出演しているTBS『サンデージャポン』などの番組にこの長兄が「アニー伊藤」の通称でしばしばテレビ出演し、彼を困惑させている。2010年には、「つきじ丸武 玉子焼スイーツ」をプロデュースした。
テリーの本名である伊藤 輝夫（いとう てるお）は、伊東四朗の本名である伊藤 輝男と読みが同じ。
5人兄弟の末っ子。自身の本籍地は父の出身地である千葉県山武郡横芝光町であり、テリー自身も横芝光町に寿陵（生前墓）を購入している。父の武太郎は彼の父（テリーの祖父）が結婚前に交際していた女性との間の子供で、親戚に預けられて育った後、妻との間に子供がいなかった実父に跡取りとして呼び戻され、築地市場の玉子焼き店で修行した。母親のなみ子（旧姓鳥海）は房総半島の先端にある白間津（現在の南房総市内）で海女の家系に生まれたが、実家が台風に遭い船を失って没落したため、奉公に出た。1936年、武太郎は火事の現場で出会ったなみ子に偶然を装って接近し、交際するようになった。武太郎の父から結婚を反対された為、当初は鳥海家に駆け落ちした（後に武太郎の父から結婚の許しを得た）。戦後しばらくは玉子の入手が困難だったことから、武太郎は玉子焼き店を閉め、知人の伝手で練り物工場に勤めていたが、なみ子の説得で店を再開し今に至っている。父母共に20年以上前に他界。亡き母の葬儀は築地本願寺で行い、ずっと一緒にいたいと思って遺骨を食べたことがある。
『元気が出るテレビ』や『お笑いウルトラクイズ』などの当時を知るダンカンや浅草キッド曰く、短気な性格で仕事や芸に対しては非常に厳しい姿勢で臨んでいたとのこと。高田純次は、よく足を出して部下を叱責することから「ケリー伊藤」、または「跳ぶ伊藤」との異名を持っていると語る（元気が出るテレビDVD特典映像のトークにて）。「元気が出る―」では、企画書が「眼差し10秒で秒殺され、テリーさんの怒りと共に会議室に差し戻される日々であった」。
ビートたけしとは友人であり、『ビートたけしのオールナイトニッポン』や『北野ファンクラブ』ではテリー伊藤を名乗る以前からIVSの伊藤と名指しでよくネタにされている（著書『幸か不幸か』『幸せ丸十年』などに収録）。そして、たけしについて、「たけしさんって誰よりも男の哀愁があるんだよねぇ。そこに皆惚れてるんだよねぇ……。でもさぁ。俺だけは、たけしさんの哀愁以外だけを演出したいんだよぉ!」とダンカンと水道橋博士の前で語っている。
2008年12月17日、TBS『バラエティーニュース キミハ・ブレイク』の生放送中、赤坂サカス内の特設スケートリンクからの中継終了後に、スケートリンク内で転倒し腰椎の一部を骨折。全治2ヶ月と診断された。
レギュラー出演しているラジオ番組『渡邉美樹 5年後の夢を語ろう!』の企画で、ワタミのプロデュースにより2018年11月21日に東京都大田区蒲田の梅屋敷駅近くにから揚げ専門の飲食店『から揚げの天才』を開店。
橋幸夫の大ファンであり、「橋幸夫の歌声が聴こえてくると楽しくなってくる。（橋の歌は）どれだけ人生を豊にしてくれたか、夢見たか」として橋を「恋の伝道師」と評している。また、橋のデビュー60周年の記念曲「恋せよカトリーヌ」（2020年7月）の作詞・作曲とプロデュースを行い、ミュージックビデオの監督もしている。
2007年からオリコンが実施している「好きなコメンテーター」ランキングにおいて、07年から08年まで1位を獲得し、09年にも2位、10年にも3位にランクインしている。
『週刊文春』2013年11月7日号で妻とは長らく別居し、20年以上不倫関係にある女性がいると報じられた。

### ソフト・オン・デマンド
ソフト・オン・デマンドは、元「石油安売り王」と呼ばれた佐藤太治が日本ビデオ販売（ビデオ安売王）を運営中に設立（資本比率 佐藤:75%、テリー伊藤:25％）したビデオ制作会社であった、テリー伊藤が企画に加わった「全裸シリーズ」が大ヒットし、年商20億円に達した。しかし、日本ビデオ販売は倒産。佐藤は違法行為で逮捕される。佐藤によれば、逮捕後即、テリー伊藤が動き出す。佐藤が収監中に減資の手法を利用してソフト・オン・デマンドの乗っ取りに着手。専業主婦でしかなかった佐藤夫人に弁護士を利用した上で言葉巧みに取り入り、佐藤の持ち株を安価で買い取るとSODの著作物を一旦別会社であるハムレットビデオに移管し、SODを空箱化すると最終的に株主比率33.3%となった佐藤から、全株を6億2000万円という安価で取得し、乗っ取った後で再度SODに戻す手法で、100%合法的な乗っ取りに成功した。佐藤は、企業乗っ取り自体は否定しないが、「恩人」である佐藤の収監中に何も知らない一主婦を騙すような手法で乗っ取ったことを自身のYouTube動画内で強く批判している。

### 斜視
学生時代の学生運動中の事故が原因である斜視については周囲からそのままでも良い、トレードマークであると励まされていた旨を自著などで明らかにしていたが、『元気が出るテレビ!!』時代にテリーの下で演出を手掛けていた日本テレビの土屋敏男の勧めで斜視の矯正手術を決意し、2007年に土屋の手掛けるインターネットテレビの第2日本テレビとその関連番組である『でじたるのバカ²』でその模様にも密着した。
2007年5月10日に斜視手術で名医とされる丸尾敏夫による手術を受け、同月13日の『サンデージャポン』から本格的にテレビ復帰。術後の経過は良好で、23日には治った目を公開した。

### 趣味・嗜好
プロ野球・読売ジャイアンツファン。そして熱狂的な長嶋茂雄ファンであり、その思いは巨人よりも長嶋個人に向けられている。自宅の表札は長嶋に頼んで「いとう」と書いてもらったものを使用している。その一方で他球団に対しては冷淡で、2003年には「阪神タイガースが優勝したら、阪神模様のタイツに身を包み、街中を練り歩く」「ジャイアンツが優勝を逃し、阪神が優勝したら潔く腹を切る」という公約をする。その後阪神が優勝してしまったため、同年9月17日に東京・お台場のデックス東京ビーチ周辺を『六甲おろし』を歌いながら練り歩く羽目になった。尚、切腹はしていない。
佐々木希の熱烈なファンで、早くから彼女に注目していたと公言し、たっての願いで2008年に『スッキリ!!』への出演を実現させた。しかし、テレビ収録を忘れ興奮気味に佐々木の魅力などを語っていたため、当の本人は引いていた。
AKB48では、日本テレビ『なるほど!ハイスクール』で共演していた大島優子推し。
小さい時から日本テレビ通で、熱狂的な『ズームイン!!』シリーズの信者。対してフジテレビ嫌いで有名で「なるべくフジテレビは見ないようにしている」とのこと（ただし、フジテレビへの出演は行う）。
朝青龍のタニマチであった人物としても知られ、朝青龍本人の引退後に至るまで彼の不祥事を全力で擁護し続けた。

#### 愛車遍歴
- トヨタ・カリーナ（初めて買った車）
- マツダ・ボンゴ（この車で日本を駆け巡った）
- フォルクスワーゲン・ビートル（5台乗り継いだ）
- スバル360（直近に購入した車（2020年現在）。本人YouTubeチャンネルにて公開）
- ロンドンタクシー
- アルファロメオ・スパイダー
- フォルクスワーゲン・スイング
- ホンダ・ビート
- ホンダ・シビック（3代目）
- 三菱・RVR
- ロールス・ロイス・シルバーシャドウ
- スマート
- トヨタ・MR-S
- 三菱・パジェロ
- シボレー・コルベット
- プリムス（著書での表記）／プリマス（愛車遍歴での表記）・ビジネスクーペ（日本で1台しか存在しないとのこと、外装のファイヤーステッカーと天井の内張りのヒョウ柄は本人の改造による）
- モーガン
- ジャガー・XJ12
- サーブ・900（日本輸入1号車を購入）
- スズキ・カルタスコンバーチブル（シャネルブルーに全塗装）
- トヨタ・セラ
- メルセデス・ベンツ・Eクラス（パトカー仕様、電飾仕様、ワゴンの3台を所有）
- メルセデス・ベンツ・190E（2台同時所有していた）
- オペル・オメガワゴン
- プジョー・106（ラリー仕様）
- ジープ
- フォルクスワーゲン・タイプ181（前オーナーは藤井尚之）
- ハマー・H1
- 日産・エクストレイル
- トヨタ・プロナード（通勤の足。ベンチシート仕様）
- アウディ・オールロードクワトロ
- 三菱・ランサーエボリューションIX MR・ランサーエボリューションワゴン MR（最近買った車でAT。シートを変えている）
- BMW・530iツーリング
- トヨタ・FJクルーザー
- SR400（初めて買った二輪車）

### 交友関係
2016年の東京オリンピック開催を目指した招致活動に先立って開かれた『東京オリンピック基本構想懇談会』では有識者の1人として出席し、「最終聖火ランナーを鉄腕アトムにして空を飛ばせたい。町工場の技術を結集してアトムを造る」と提案、石原も「見事なアイデアだ」と前向きな姿勢を見せていた。
建築家で風水師のDr.コパは次兄の高校時代の友人で、実家によく遊びに来ていたという。
ダンス&ボーカルユニットのw-inds.を応援している。

#### 元部下・弟子
IVS時代の部下には、後にアダルトビデオメーカー・ソフト・オン・デマンドを創業する高橋がなりがおり、伊藤は高橋の独立創業にあたって、出資も行った。
また、『元気が出るテレビ!!』では「放送作家予備校」を企画し、自ら指導に当たった。ここからそーたにをはじめおちまさと、村上卓史、都築浩、堀江利幸、田中直人らが輩出している。

## 発言・主張
- 北海道日本ハムファイターズが東海大・菅野智之の強行指名に踏み切ったことに対して、本人が連載するコラムにて「ドラフト会議から1週間以上経ったけど、まだ私の怒りは治まらない」、「当日になっていきなり指名するのは、嫌がらせみたいなもの。」などと怒りを露わにした。コラムの最後には「今は日本ハムの商品は食べないようにしている」と記載した[30][31]。
- 見た目が派手で過激なパフォーマンスをするバンドは全て「ヘビメタ」と決め付ける傾向があり、吉田豪との対談で指摘されるまでパンクバンドであるザ・スターリンをヘヴィメタルバンドだと勘違いしていた[32]。
- 矢口真里の不倫に関して、「なんでそのことが世間に出てきてしまったのかな。これ、考えられることは中村さんが誰かにしゃべったこと」、「しゃべんなければ、こんなことにならなかった」と発言したほか、「自分の甲斐性がないんで、自分のカミさんが（浮気相手を）家に連れ込んだっていう感覚も、どっかに俺はあるんで」と矢口を擁護しつつ、不倫された側で元夫の中村昌也を批判した[33]。
- 桂文枝の不倫に関しては「反省しなくてよかったんじゃないか」、「証拠写真食べちゃえばよかったのに。『コレがいけないんだ』って。三枝さんが面白い人って十分知ってるから、こういう真面目な会見をするっていうのは……」と発言した[34]。
- 独自の死生観を持ち、いつ来るか分からないから死が怖いのだと、自ら102歳で死ぬと決めている[35]。

## 出演
報道・情報ワイドショー番組
| 期間          | 期間          | 番組名                                         | 役職                           |
| ------------- | ------------- | ---------------------------------------------- | ------------------------------ |
| 1994年10月3日 | 1995年3月31日 | TVクルーズ となりのパパイヤ（フジテレビ）      | コメンテーター                 |
| 1997年4月     | 1998年頃      | ニュースステーション（テレビ朝日）             | ゲストコメンテーター           |
| 1997年10月    | 2002年3月     | ここがヘンだよ日本人（TBS）                    | レギュラーパネリスト           |
| 1998年4月4日  | 2000年3月25日 | 土曜一番!花やしき（フジテレビ）                | コメンテーター                 |
| 2001年10月    | 現在          | サンデージャポン（TBSテレビ）                  | レギュラーコメンテーター       |
| 2002年4月6日  | 2006年9月30日 | 土曜LIVE ワッツ!?ニッポン（フジテレビ）        | コメンテーター兼大塚範一の代役 |
| 2002年7月     | 2010年3月     | やじうまプラス（テレビ朝日）                   | コメンテーター                 |
| 2005年1月     | 2014年3月     | サンデースクランブル（テレビ朝日）             | コメンテーター                 |
| 2005年4月5日  | 2006年3月31日 | ザ!情報ツウ（日本テレビ）                      | 火・金曜日コメンテーター       |
| 2006年4月3日  | 2015年3月27日 | スッキリ!!（日本テレビ）                       | 司会                           |
| 2015年7月     | 2017年3月     | 白熱ライブ ビビット（TBS）                     | 火・水曜日レギュラー出演       |
| 2015年7月     | 2016年11月3日 | チャージ730!→モーニングチャージ!（テレビ東京） | 木曜日レギュラー出演           |

バラエティ・ラジオ番組・その他
- 垣花正のあなたとハッピー!（ニッポン放送）月曜日レギュラー
- 天才テリーの芸能ダマスカス（ニッポン放送）
- のってけテリー!渚の青春花吹雪（ニッポン放送）
- テリーとうえちゃんのってけラジオ → テリー伊藤のってけラジオ → テリーとたい平のってけラジオ（ニッポン放送）
- テリー伊藤 サンデーのってけラジオ（ニッポン放送）
- マスクマン!（日本テレビ）
- 快速!通勤仮面（テレビ朝日）
- ヤミツキ（中京テレビ）
- GAHAHAキング 爆笑王決定戦（テレビ朝日）
- 福山エンヂニヤリング（関西テレビ）※総合演出兼任
- アンテナ22（日本テレビ）
- ジカダンパン!責任者出て来い!（テレビ東京）
- 願い流星（テレビ東京）
- 少年バッド（テレビ東京）
- テリー伊藤の音楽転ころがし（テレビ東京）
- 歌って最高!（テレビ東京）
- スター☆ドラフト会議（日本テレビ）
- ドタンバ!!（日本テレビ）
- オジサンズ11（日本テレビ）
- バラエティーニュース キミハ・ブレイク（TBS）
- テレ遊びパフォー!（NHK総合）
- テリーの実話ナイト（TBS、2010年9月27日）
- テリー伊藤伝説! 〜還暦を祝ってテリー伊藤の生前葬〜（TBS、2010年9月30日）
- 新感覚ゲーム クエスタ（NHK総合）不定期ゲスト出演
- 女神のキセキ（テレビ東京）
- 爆笑 大日本アカン警察（フジテレビ、2011年6月19日・9月25日）ジャッジゲスト
- NHK紅白歌合戦（NHK総合・ラジオ第1、毎年12月31日）
  - 第59回（2008年）紅白応援隊メンバー
  - 第60回（2009年）紅白応援隊メンバー
  - 第61回（2010年）紅白応援隊メンバー・紅白ウラトーク（テレビ副音声）MC
  - 第62回（2011年）紅白応援隊メンバー・紅白ウラトークMC
  - 第63回（2012年）紅白応援隊メンバー・紅白ウラトークMC
  - 第64回（2013年）紅白ウラトークMC
- アイドリング4周年記念SP （フジテレビ721（当時）2010年10月21日）
- テリー伊藤の月に吠えろ（BS11）
- テリー伊藤のネホリハホリ（テレビ東京）
- ほこ×たて（フジテレビ）準レギュラー
- アイドル潜入捜査（2012年7月7日 - 、MONDO TV）
- TIME is LIFE-トキメキの時-（2012年 - 2020年9月29日、BS-TBS）
- 増田オートサロン（BSフジ、2013年4月20日 - 2014年1月4日 ）サロン名誉会長
- テリー伊藤のTOKYO潜入捜査（2013年9月11日 -、MONDO TV）
- AKB子兎道場（テレビ東京、2012年12月7日 - 2014年3月28日）
- ジェネレーション天国（フジテレビ）不定期出演
- テリー伊藤のフライデースクープ そこまで言うか!（ニッポン放送、2012年10月5日 - 2015年3月27日）
- H.I.S. presents テリー伊藤の世界のタビセツ（TOKYO MX、2011年4月1日 - 2014年3月28日）
- 仮面女子テリー伊藤恋する仮面ラジオ（コマラジ）
- 渡邉美樹 5年後の夢を語ろう!（ニッポン放送、2017年5月6日 - ）準レギュラー→レギュラー
- Tokyo Boy（TOKYO MX、1999年11月7日 - 2014年3月30日）
- 身近なパソコン 世の中を変える!（2020年11月10日 - 、BS-TBS）[36]
- テリー土屋のくるまの話（2021年11月1日 - ・TOKYO MX）[37]

### テレビドラマ
- ドラマDモード『深く潜れ～八犬伝2001～』（2000年、NHK総合）- 小田一、木村孝、南雲喜一 役
- レッツ・ゴー!永田町 第2話（2001年、日本テレビ）- コメンテーター（本人）役
- はたち〜1983年に生まれて〜（2004年1月10日、フジテレビ）- 特別出演
- TRICK 新作スペシャル（2005年11月13日） - 緑川祥子と上田らを対決させる番組の司会者（テリーいたう）役
- ユウキ（2006年、「24時間テレビ・愛は地球を救う」内で放送、日本テレビ系）- タクシーの運転手 役
- 大河ドラマ（NHK総合）
  - 風林火山（2007年）- 福島越前守 役（2 - 6話）
  - 龍馬伝（2010年）- 上野彦馬 役
- ヒットメーカー 阿久悠物語（2008年8月1日、日本テレビ）- 謎の男 役
- 藤子・F・不二雄のパラレル・スペース『征地球論』（2008年11月28日、WOWOW）- 議長 役（声のみ）
- おねがいかなえてヴェルサイユ（2011年2月、毎日放送 / テレビ神奈川）- スペシャルゲスト・とある人（第5話）
- 美人探偵M 第12話（2012年2月26日、TOKYO MX） - 元理事長 役
- ST 警視庁科学特捜班（2013年4月10日、日本テレビ） - 本人 役
- 衝撃ゴウライガン!!（2013年12月27日、テレビ東京） - 真界王 役

### 映画
- 修羅がゆく4 東京大戦争（1997年）- 松永 役
- ざわざわ下北沢（2000年）
- あゝ!一軒家プロレス（2004年） - 原案・総合演出
- 花とアリス（2004年）
- あおげば尊し（2006年）
- 長髪大怪獣ゲハラ（2009年） - 宇宙人 役
- 真幸くあらば （2010年1月9日公開）
- 10億円稼ぐ（2010年11月20日公開） - 監督・主演
- マレフィセント吹き替え版（2014年7月5日公開） - 農民1 役
- GONIN サーガ（2015年9月26日公開） - 式根隆誠 役
- TOKYO, I LOVE YOU（2023年11月10日公開）[38]

### ウェブテレビ
- グラドルVSセクシー女優！水泳大会2018春（2018年3月23日、AbemaTV AbemaGOLD） - 大会実行委員長[39]

### CM
- サッポロビール「生搾り」
- NTTドコモ「マナー広告」
- GyaO
- インテリジェンス（2006年）
- ONIXワンナップシステム
- GReeeeN 1stアルバム「あっ、ども。はじめまして。」
- ジュピターテレコム（2009年）春のJ:COMキャンペーン「もっとテレビを。」
- 東京ガス「エネファーム」
- 農林水産省（FOOD ACTION NIPPON）「米粉倶楽部」
- サントリー「セサミンEプラス」（2010年）
- 競輪（新番組制度PR、2002年）
- バイク王（2010年 - ）
- 富士フイルム「お正月を写そう」（2011年）
- サントリーフーズ「BOSS 贅沢微糖」（2011年）
- としまえん としまえんプール 広告ポスター「テリ焼き」（2014年）

### 携帯サイト
「芸能!裏チャンネル」http://ura-channel.jp/

### ゲーム
- 龍が如く OF THE END（2011年）ゾンビとして登場

### 新聞
- 学生新聞[40]

## 手掛けた番組・作品
- びっくり日本新記録（よみうりテレビ） ※ADとして参加
- スター爆笑Q&A（よみうりテレビ）
- タモリのなんでも大自慢（よみうりテレビ）
- テレビに出たいやつみんな来い!!（日本テレビ）
- 日曜ビッグスペシャル・いじわる大挑戦→オールスター（秘）指令（テレビ東京）
- 日曜ビッグスペシャル・全日本そっくり大賞（テレビ東京）
- 金曜おもしろバラエティ・紅白そっくり大賞（フジテレビ）
- 天才・たけしの元気が出るテレビ!!（日本テレビ）
- ヘビメタ虎の穴（日本テレビ）
- 夢のコドモニヨン王国（テレビ東京）
- 上海紅鯨団が行く（関西テレビ）
- ねるとん紅鯨団（関西テレビ）
- とんねるずの仁義なき花の芸能界すべて乗っ取らせていただきますスペシャル（日本テレビ）
- とんねるずの生でダラダラいかせて!!（日本テレビ）※初期のみ
- ビートたけしのお笑いウルトラクイズ（日本テレビ）※構成として参加
- 浅草橋ヤング洋品店（テレビ東京）
- 名門パープリン大学日本校（テレビ東京）
- 爆裂!異種格闘技TV（毎日放送）
- 出動!ミニスカポリス（テレビ東京）※かつては出演もしていたが、番組の後期には出演もせず、番組自体に直接関与することも無くなっていた
- まっ昼ま王!!・金曜日（テレビ朝日）
- 純愛果実（テレビ東京）
- 給与明細（テレビ東京）
- いいから!私のことはほっといて（フジテレビ）

### オリジナルビデオ
- 座頭女子高生ナミ（1991年） - 企画
- テリー伊藤の落とし穴イリュージョン（2010年） - 出演・総合演出

## 連載している出版物
- ベストカー
- FREE&EASY
- アサヒ芸能
- 週刊大衆

## 作品

### 著書
- 『お笑い北朝鮮 金日成・金正日親子長期政権の解明』伊藤輝夫 著. コスモの本,（1993年） - 金日成の後継者であるといわれながらも謎の多かった金正日を単なる独裁者の放蕩息子ではなく、「天才肌の芸術家、偉大なる演出家」として取り上げた書。他にも「怪しいスーツと同じ色のシークレットシューズを履いた見事な男」と紹介している。全体的にはタイトル通り北朝鮮を「お笑い」として見た内容であり、北朝鮮を「ガラパゴス諸島のような神秘の国であり、そこにはシーザーとクレオパトラと、宮本武蔵とエルビスプレスリーとが同居している国」と紹介している。
- 『テリー伊藤の遊びの天災!?』伊藤輝夫著. 産経新聞ニュースサービス, 1994.3
- 『王さんに抱かれたい』（飛鳥新社、1994年）
- 『“ヤラセッ娘”テリー伊藤写真集』（センチュリー、1994年）
- 『お笑い革命日本共産党』伊藤輝夫（飛鳥新社、1994年）
- 『テリー伊藤のえまさか！こんないいコに出会える本』（アリアドネ企画、1995年）
- 『テリー伊藤のお笑い天才日記』（古川書房、1995年）
- 『私が愛した金正日』（宝島社、1995年）
- 『お笑いプロ野球殿堂 ダメ監督列伝』（史輝出版、1996年）
- 『どんどん自信が湧いてくる就職のツボ』（旺文社、1996年）
- 『テリー伊藤のナンパ天国大情報』（アリアドネ企画、1996年）
- 『テリー伊藤のお笑いニッポン大改造計画』（光文社、1996年）のち知恵の森文庫
- 『お笑い大蔵省極秘情報』（飛鳥新社、1996年）
- 『テリー伊藤の花嫁国家試験』（共著：伊藤輝夫、扶桑社、1997年）
- 『永田町無頼伝超難解政治小説』（朝日新聞社、1998年）
- 『お笑い外務省機密情報』（飛鳥新社、1997年）
- 『テリー伊藤の怖いもの見たさ探検隊』（光文社、1997年）
- 『死ぬまであと1週間。あなたならどうする？』（PHP研究所、1997年）
- 『教科書に載らない雑学系230の疑問 - 常識をくつがえす「知」の体系』（成美堂出版、1998年）
- 『衝撃の国民大投票 これがニホン人のホンネだ！』（二見書房、1998年）
- 『大蔵官僚の復讐 お笑い大蔵省極秘情報 (2) 』（飛鳥新社、1998年）
- 『Dr. テリーのスーパースター改造計画』（ティーツー出版、1998年）
- 『テリー伊藤のお笑い人生劇場』（世界文化社、1998年）
- 『君は長嶋茂雄と死ねるか！』（メディアワークス、1999年）
- 『こんな女に抱かれたい - 生き様が色っぽい女たちの実像に迫る！』 （ハローケイエンターテインメント、1999年）
- 『テリー伊藤のだから東京都民はバカなんだ』（ビー・アール・サーカス／そしえて、1999年）
- 『ペットスナイパー二階堂達也』（幻冬舎、1999年）のち文庫
- 『使える、笑える、楽しめるテリー伊藤の雑学事典 - 平成ニッポンのウサを晴らす』（成美堂出版、1999年）
- 『ええじゃないか！ - テリー&ハリーの日本再生計画 うなだれた日本人への活力（バイアグラ）注入指令』（インデックス・コミュニケーションズ、1999年）
- 『テリー伊藤の「今こそ中古車を買いなさい！」』（講談社、2000年）
- 『お笑い革命日本共産党 - 最高幹部代々木クーデター事件』（飛鳥新社、2000年）
- 『テリー伊藤の一言絶句 走句、草句、想句…きらめく創句 世代闘争編』（光文社、2000年）
- 『プロ野球殿堂ダメ監督列伝 怒涛編』（メディアワークス、2001年）
- 『テリー伊藤のニッポン裏稼業』（宝島社、2001年）
- 『テリー伊藤の「日本警察」改造計画』（講談社、2002年）
- 『世間にマジギレ！！ - どうなってるんだ日本の若者！』（マガジンハウス、2002年）
- 『総理大臣の仕事がわかる本』（成美堂出版、2003年）
- 『俺の巨匠 70年代の黄金期をつくった12人の天才クリエーターたち』（ぴあ、2004年）
- 『新お笑い北朝鮮』（ダイヤモンド社、2004年）
- 『給与明細 - 一枚の紙に刻まれた、人生のドラマ』（スターツ出版、2004年）
- 『お笑いプロ野球殿堂 ダメ監督列伝』（光文社、2004年）
- 『テリー伊藤の遊びベタのための成功法則 - “当たり前の毎日”が変わり出す19のスイッチ"』（青春出版社、2005年）
- 『給与明細 基本給10万円の社長とメロンパンで200万円稼ぐ若者（ロコモーションパブリッシング、2005年）
- 『平成版 不道徳講座』（ロコモーションパブリッシング、2005年）「学校では教えてくれない不道徳講座」新潮文庫
- 『歌謡Gメン あのヒット曲の舞台はここだ！』（宝島社、2005年）
- 『負の力』（サンマーク出版、2006年）『「いい人」をやめると、ハッピーになる』（成美文庫、2011年）
- 『ユーザーにも言わせろ！クルマの税は高すぎる』（ワック出版、2007年）
- 『テリー伊藤の天才ノート』（PHP研究所、2007年）
- 『ちょいエコで、ちょいモテ』（マガジンハウス、2008年）
- 『GT-Rに10倍楽しく乗れる本』（ロコモーションパブリッシング、2008年）
- 『新版 お笑い北朝鮮 ならずもの国家“金正日王国”の研究』（ロコモーションパブリッシング、2009年）
- 『なぜ日本人は落合博満が嫌いか?』（角川oneテーマ21、2010年）
- 『バカの正体』角川oneテーマ21 2011.1
- 『テリー伊藤のテレビ馬鹿一代 テレビは日本人を"白痴"にしてしまったのか?』毎日新聞社, 2011.2
- 『松井秀喜がダメ監督にならないための55の教え』角川oneテーマ21, 2014.11
- 『40代でグンと伸びる人40代で伸び悩む人 : HOW TO GROW UP AFTER FORTY』PHP研究所, 2015.10
- 『長嶋茂雄を思うと、涙が出てくるのはなぜだろう』ポプラ新書, 2015.4
- 『オレとテレビと片腕少女』KADOKAWA, 2016.10
- 『老後論 この期に及んでまだ幸せになりたいか?』竹書房, 2020.7

### 共著
- 『のってけ失楽園』（共著：ニッポン放送、角川書店、1998年）
- 『お笑い「日本を救おう！」大発想』（共著：野坂昭如、PHP研究所、1998年）
- 『お笑い銀行さいごの日』（共著：横田濱夫、ビジネス社、1999年）のち角川文庫
- 『荻野アンナとテリー伊藤のまっかなウソのつき方』（共著：荻野アンナ、イーグルパブリシング, 1999年）
- 『日本人の敵』（共著：渡部昇一、PHP研究所、1999年）
- 『お笑い老人大国 - オレたちが日本を喰い潰すぞ！』（共著：泉谷しげる、光文社、2001年）
- 『どうすれば、言いたいことが言える自分になれるか？』（共著：野村沙知代、アスキー、2001年）
- 『お笑い創価学会 信じる者は救われない－池田大作って、そんなにエライ？』（共著：佐高信、光文社、2000年）
- 『人生の答え』（共著：中谷彰宏、メディアワークス、2000年）『テリー&中谷の人生のツボ』三笠書房・王様文庫、2005年）
- 『病院のカラクリ、医者のホンネ』（共著：和田秀樹、アスキー、2001年）
- 『お笑い日本の防衛戦略 テロ対策機密情報』（共著：青山繁晴、飛鳥新社、2001年）
- 『日本プロ野球改造プラン 大リーグの植民地化を阻止せよ』（共著：玉木正之、光文社、2001年）
- 『テリーとうえちゃんの恐怖川柳』（共著：うえやなぎまさひこ、ニッポン放送プロジェクト（扶桑社、2001年）
- 『お笑い日韓決別宣言』（共著：リュウ・ヒジュン・金文学、実業之日本社、2002年）
- 『入門バクロ経済学』（共著：金子勝、朝日新聞社、2002年）
- 『やぶにらみ 日本サッカー改造計画』（共著：ケン・ファウソ、新潮社、2003年）
- 『格闘技心中』（共著：ターザン山本、徳間書店、2003年）
- 『お笑い日中戦闘宣言！』（共著：金美齢・趙宏偉、実業之日本社、2003年）
- 『「人をつくる」という仕事』（共著：木村政雄、青春出版社、2003年）
- 『間違えっぱなしのクルマ選び』（共著：清水草一、樂書舘、2004年）
- 『オバサンとサムライ』（共著：養老孟司、宝島社、2004年）「私はオバサンになりたい!」(宝島sugoi文庫)
- 『お笑いニッポンの教育』（共著：和田秀樹、PHP研究所、2004年）
- 『消えゆく日本の俗語・流行語辞典』（共著：大迫秀樹、東邦出版、2004年）
- 『間違えっぱなしのクルマ選び 2005年版』（共著：清水草一、ロコモーションパブリッシング、2005年）
- 『中古車がみるみる欲しくなる！爆笑（共著：清水草一、ロコモーションパブリッシング、2005年）
- 『お笑いニッポン 公務員アホ役人「殲滅計画」』（監修：林雄介、双葉社、2005年）
- 『レクサス0点ランエボ100点 - 間違えっぱなしのクルマ選び2007』（共著：清水草一、ロコモーションパブリッシング、2006年）
- 『男なら雲上carを目指せ！ - 間違えっぱなしのクルマ選び2006』（共著：清水草一、ロコモーションパブリッシング、2006年）
- 『日本人の正体』（共著：養老孟司、宝島社、2006年）
- 『小池龍之介さん、煩悩ってどうすればいいんですか?』小池龍之介共著. 宝島社, 2015.9

### 作詞
- 『I'll Be Back Again…いつかは』 - 『たけしの元気が出るテレビ!!』の企画で結成されたビートたけしと松方弘樹とのユニット。
- アイドリング!!! アルバム「SISTER」タイトル曲、「SISTER」、番組出演がきっかけで作詞